# Club de Regatas Vasco da Gama
Il Club de Regatas Vasco da Gama, noto comunemente come Vasco da Gama o come Vasco, è una società polisportiva brasiliana che ha sede a Rio de Janeiro.
È stato fondato il 21 agosto 1898. I fondatori furono degli immigrati portoghesi, tanto che ancor oggi la squadra ha un vasto consenso nella comunità portoghese di Rio de Janeiro.
La squadra di calcio è una delle più forti del Brasile e ha vinto la Copa Libertadores nel 1998, oltre alla Copa Mercosur nel 2000. In ambito nazionale il Vasco da Gama ha vinto 4 campionati nazionali (1974, 1989, 1997 e 2000), 3 tornei Rio-Sao Paulo e 24 campionati Carioca (cioè dello Stato di Rio).
Lo stadio in cui gioca è il São Januário, mentre le partite più importanti vengono disputate al Maracanã. La maglia ufficiale è nera, con una banda diagonale bianca; i pantaloncini e i calzettoni sono anch'essi neri.
Il Vasco da Gama è, insieme con il Botafogo, il Fluminense e il Flamengo, una delle quattro principali squadre di Rio de Janeiro. Altre squadre di Rio sono il Bangu e l'América.

## Origini
Alla fine del XIX secolo il canottaggio era lo sport più importante a Rio de Janeiro. A quell'epoca quattro ragazzi, Henrique Ferreira Monteiro, Luís Antônio Rodrigues, José Alexandre d'Avelar Rodrigues e Manuel Teixeira de Souza Júnior, ai quali non stava bene di dover andare fino a Niterói per praticare quello sport con le barche del Gragoatá Club, decisero di fondare una società di canottaggio.
Il 21 agosto 1898, in una sala della Società Drammatica Figli di Talma, con 62 membri presenti, per la maggior parte immigrati portoghesi, nacque il Club de Regatas Vasco da Gama (Società di regate Vasco da Gama).
Ispirati dalle celebrazioni del quarto centenario della prima navigazione dall'Europa all'India, avvenuta nel 1498, i fondatori scelsero il nome del navigatore Vasco da Gama, autore dell'impresa, per battezzare il loro nuovo club.

## Calcio

### Stadio
Il Vasco da Gama disputa le gare casalinghe nel Estádio São Januário. Inaugurato nel 1927, tale impianto può contenere al massimo 21.880 spettatori. I match più importanti, come i derby di Rio, vengono disputati nel Maracanã, il celebre stadio da 78.838 posti.

### Rivalità
Gli acerrimi avversari del Vasco sono gli altri club di Rio de Janeiro: il Fluminense, il Botafogo e il Flamengo. Quest'ultima squadra è delle tre quella con cui esiste una rivalità maggiore.

### Colori e simboli

#### Bandiera
La bandiera del Vasco da Gama è nera, con una banda bianca diagonale e una croce patente rossa in mezzo. Sono presenti anche otto stelle gialle nel quarto superiore destro, che rappresentano altrettante vittorie del team. Tali successi sono la Coppa dei Campioni 1948, la Coppa Libertadores 1998, la Coppa Mercosur 2000, i Campionati brasiliani 1974, 1989, 1997 e 2000 e il Campionato di Terra e Mare del 1945.

#### Divisa
Il Vasco da Gama è una delle più antiche squadre brasiliane, e nella storia ha avuto diverse tenute di gioco.
La prima divisa, usata nel canottaggio, venne creata nel 1898, ed era completamente nera, con una banda diagonale bianca dalla spalla destra. La prima divisa per il calcio, creata nel 1916, era completamente nera, ma contraddistinta dalla presenza di una cravatta bianca e da una cintura.
Nel 1929, la tenuta di gioco venne modificata: la cravatta e la cintura vennero rimosse. Comunque, il completo rimase nero. Negli anni trenta, i colori casalinghi vennero cambiati di nuovo: la divisa divenne nera con una banda diagonale bianca dalla spalla sinistra.
Nel 1945, il colore della divisa da trasferta divenne il bianco, con la contemporanea introduzione di una fascia diagonale nera. Secondo una leggenda, la banda venne introdotta poiché l'allora allenatore della squadra, l'uruguaiano Ondino Viera, aveva apprezzato la presenza della fascia sulla maglia della sua precedente squadra, il River Plate, squadra argentina, adottando questo disegno per la tenuta da trasferta del Vasco, ma, in realtà, la banda venne già adottata nel 1938, ben prima dell'arrivo di Viera.
Nel 1988, venne rimossa la banda trasversale dal dorso delle maglie. Nel 1998, il disegno della maglia venne mutato di nuovo. La divisa ritornò a essere molto simile a quella del 1945. Comunque, venne aggiunta una sottile linea rossa sul bordo della banda diagonale.
Il Vasco ha attualmente tre divise. La divisa ufficiale è composta da una maglia nera con banda diagonale bianca (che contiene la croce dell'ordine dei Gesuiti), di pantaloncini bianchi e di calzettoni bianchi. La tenuta da trasferta è simile a quella casalinga, ma il colore dominante è il bianco, la banda è nera, e i calzoncini e i calzettoni sono bianchi. La terza divisa è molto simile alla seconda, ma senza la banda trasversale. Il nome del giocatore e il numero sul dorso è color oro.

#### Inno
Il primo inno ufficiale del Vasco venne composto nel 1918 da Joaquim Barros Ferreira da Silva. C'è un altro inno ufficiale, creato negli anni trenta, intitolato Meu Pavilhão (Mio Padiglione), le cui parole vennero scritte da João de Freitas e la musica da Hernani Correia. Questo inno ha rimpiazzato il precedente.
L'inno più popolare del club, comunque, è una musica non ufficiale composta da Lamartine Babo nel 1942.

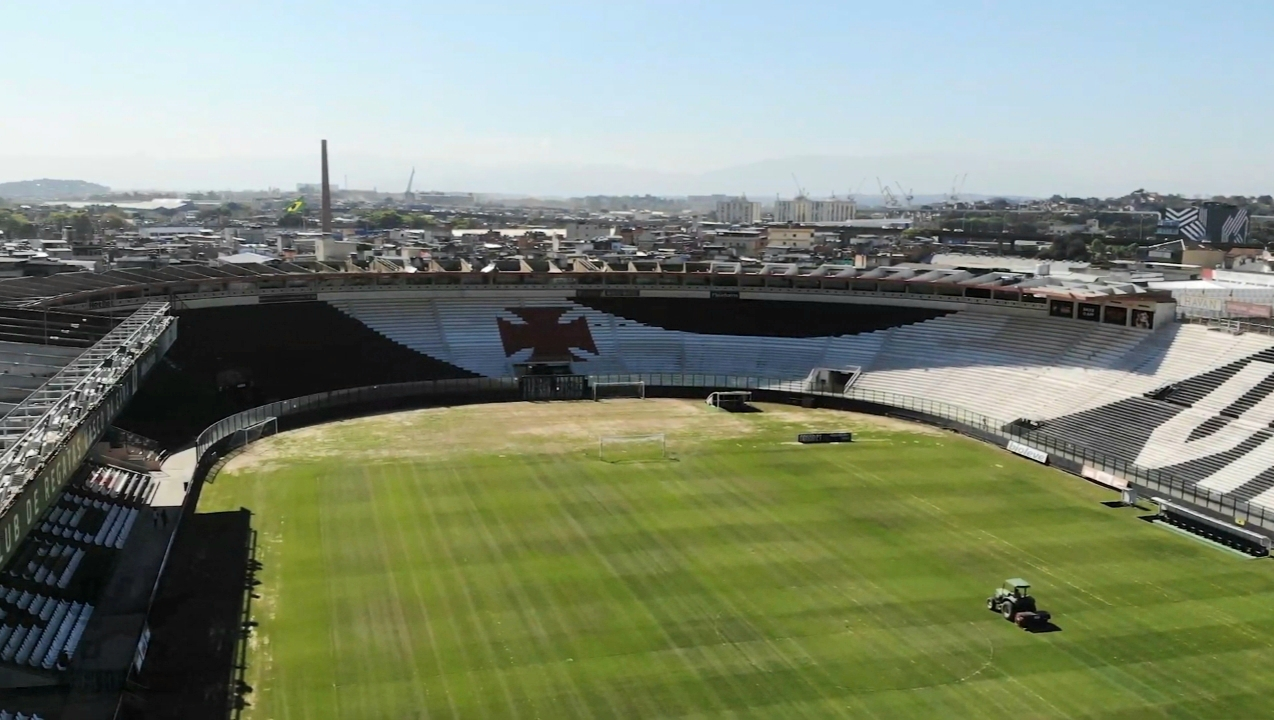
São Januário 2020

### Torcideorganizzate
- Torcida Força Jovem Vasco
- Torcida Mancha Negra Vasco
- Torcida Organizada do Vasco
- Kamikazes Vascaínos
- Pequenos Vascaínos
- Rasta Vasco
- Renovascão Vasco Campeão
- ResenVasco
- VasBoaVista
- Movimento Guerreiros do Almirante (Barra)
- Torcida Expresso da Vitória

### Squadre omonime
A causa dell'antichità del Vasco, diversi club ne hanno preso il nome. Tra essi ricordiamo in Brasile il Vasco da Gama dello Stato dell'Acre (fondato nel 1952), il Vasco dello Stato di Sergipe (fondato nel 1931) e il Vasco da Gama dello stato di San Paolo (fondato nel 1958). Il Tomazinho FC, di São João de Meriti, Rio de Janeiro, fondato nel 1930, ha invece un logo ispirato a quello del Vasco e gli stessi colori.
All'estero, si trova il Vasco Sports Club in India, fondato nel 1951, e il Vasco da Gama FC, società sudafricana fondata nel 1980.

## Palmarès

### Competizioni nazionali
- Campionato brasiliano: 4

1974, 1989, 1997, 2000
- Torneo di Rio-San Paolo: 3

1958, 1966, 1999
- Coppa del Brasile: 1

2011
- Campionato Brasiliano Série B: 1

2009

### Competizioni statali
- Campionato Carioca: 24

1923, 1924 (LMTD), 1929, 1934 (LCF), 1936 (FMD), 1945, 1947, 1949, 1950, 1952, 1956, 1958, 1970, 1977, 1982, 1987, 1988, 1992, 1993, 1994, 1998, 2003, 2015, 2016
- Taça Guanabara: 13

1965, 1976, 1977, 1986, 1987, 1990, 1992, 1994, 1998, 2000, 2003, 2016, 2019
- Taça Rio: 11 (record)

1984, 1988, 1992, 1993, 1998, 1999, 2001, 2003, 2004, 2017, 2021
- Torneio Início do Rio de Janeiro: 10

1926, 1929, 1930, 1931, 1932, 1942, 1944, 1945, 1948, 1958
- Copa Rio: 2

1992, 1993

### Competizioni internazionali
- Coppa Libertadores: 1

1998
- Coppa Mercosur: 1  (record)

2000
- Coppa dei Campioni del Sudamerica: 1[N 1]

1948
- Torneio Octogonal Rivadavia Corrêa Meyer: 1[N 1]

1953

### Competizioni giovanili
- Campionato Carioca Sub-20: 13

1944, 1954, 1969, 1971, 1981, 1982, 1984, 1991, 1992, 1995, 2001, 2010, 2017
- Copa São Paulo de Futebol Júnior: 1

1992
- Taça Belo Horizonte de Juniores: 3

1991, 1992, 2013
- Copa Macaé giovanile: 1

1998
- Copa do Brasil Sub-20: 1

2020
- Supercopa do Brasil Sub-20: 1

2020

### Altri piazzamenti
- Campionato brasiliano:

Secondo posto: 1965, 1979, 1984, 2011
Terzo posto: 1968
- Campeonato Brasileiro Série B:

Terzo posto: 2014, 2016
- Coppa del Brasile:

Finalista: 2006
Semifinalista: 1993, 1994, 1995, 1998, 2008, 2009, 2024
- Supercoppa del Brasile:

Finalista: 1990
- Campionato Carioca:

Secondo posto/Finalista: 1926, 1928, 1929, 1930, 1935, 1944, 1945 (Torneo Relampago), 1948 (Torneo Municipal), 1948, 1974, 1976, 1978, 1979, 1980, 1981, 1986, 1990, 1996, 1997, 1999, 2000, 2001, 2004, 2011, 2014, 2018, 2019
Terzo posto: 1925, 1937, 1938 (Torneo Municipal), 1940, 1954, 1961, 1968, 1969, 1972, 1975, 1984
Semifinalista: 2009, 2017, 2024, 2025
- Torneo Rio-San Paolo:

Secondo posto: 1950, 1953, 1957, 1959, 2000
Terzo posto: 1960, 1961
- Torneo Internazionale dei Club Campioni:

Semifinalista: 1951
- Coppa Sudamericana:

Semifinalista: 2011
- Coppa CONMEBOL:

Semifinalista: 1996
- Coppa Interamericana:

Finalista: 1998
- Coppa Intercontinentale:

Finalista: 1998
- Campionato mondiale per club FIFA:

Finalista: 2000

## Organico

### Rosa 2024
| N. |                    | Ruolo | Calciatore          |
| -- | ------------------ | ----- | ------------------- |
| 1  | Brasile (bandiera) | P     | Léo Jardim          |
| 2  | Uruguay (bandiera) | D     | José Luis Rodríguez |
| 4  | Brasile (bandiera) | D     | Maicon              |
| 5  | Brasile (bandiera) | C     | Souza               |
| 6  | Brasile (bandiera) | C     | Lucas Piton         |
| 7  | Brasile (bandiera) | A     | David               |
| 8  | Brasile (bandiera) | C     | Jair                |
| 10 | Francia (bandiera) | C     | Dimitri Payet       |
| 11 | Brasile (bandiera) | C     | Philippe Coutinho   |
| 12 | Brasile (bandiera) | D     | Victor Luis         |
| 13 | Brasile (bandiera) | P     | Daniel Fuzato       |
| 14 | Brasile (bandiera) | C     | Guilherme Estrella  |
| 15 | Brasile (bandiera) | C     | Tchê Tchê           |
| 16 | Brasile (bandiera) | C     | Erick Marcus        |
| 18 | Brasile (bandiera) | C     | Paulinho            |

| N. |                      | Ruolo | Calciatore       |  |
| -- | -------------------- | ----- | ---------------- |  |
| 20 | Argentina (bandiera) | C     | Juan Sforza      |  |
| 23 | Brasile (bandiera)   | C     | Zé Gabriel       |  |
| 25 | Brasile (bandiera)   | C     | Hugo Moura       |  |
| 26 | Svizzera (bandiera)  | C     | Maxime Dominguez |  |
| 28 | Brasile (bandiera)   | A     | Adson            |  |
| 37 | Brasile (bandiera)   | P     | Pablo            |  |
| 38 | Brasile (bandiera)   | D     | João Victor      |  |
| 66 | Brasile (bandiera)   | C     | Leandrinho       |  |
| 70 | Brasile (bandiera)   | C     | Serginho         |  |
| 77 | Brasile (bandiera)   | C     | Rayan            |  |
| 85 | Brasile (bandiera)   | C     | Mateus Carvalho  |  |
| 96 | Brasile (bandiera)   | D     | Paulo Henrique   |  |
| 99 | Argentina (bandiera) | A     | Pablo Vegetti    |  |
|    | Brasile (bandiera)   | C     | Alex Teixeira    |  |
|    | Brasile (bandiera)   | C     | David            |  |

### Rosa 2023
Aggiornata al 27 gennaio 2023
| N. |                     | Ruolo | Calciatore          |
| -- | ------------------- | ----- | ------------------- |
| 1  | Brasile (bandiera)  | P     | Léo Jardim          |
| 2  | Uruguay (bandiera)  | D     | José Luis Rodríguez |
| 3  | Brasile (bandiera)  | D     | Léo                 |
| 4  | Brasile (bandiera)  | D     | Maicon              |
| 5  | Brasile (bandiera)  | C     | Patrick de Lucca    |
| 6  | Brasile (bandiera)  | C     | Lucas Piton         |
| 7  | Brasile (bandiera)  | C     | Alex Teixeira       |
| 8  | Brasile (bandiera)  | C     | Jair                |
| 9  | Paraguay (bandiera) | A     | Sebastián Ferreira  |
| 10 | Francia (bandiera)  | C     | Dimitri Payet       |
| 12 | Brasile (bandiera)  | P     | Sidão               |
| 14 | Brasile (bandiera)  | D     | Danilo              |
| 15 | Brasile (bandiera)  | C     | Andrey              |
| 17 | Cile (bandiera)     | C     | Gary Medel          |
| 18 | Brasile (bandiera)  | C     | Felipe Ferreira     |

| N. |                      | Ruolo | Calciatore    |  |
| -- | -------------------- | ----- | ------------- |  |
| 19 | Brasile (bandiera)   | C     | Marcos Júnior |  |
| 22 | Brasile (bandiera)   | D     | Yago Pikachu  |  |
| 26 | Brasile (bandiera)   | C     | Rodrigo       |  |
| 27 | Brasile (bandiera)   | A     | Tiago Reis    |  |
| 31 | Brasile (bandiera)   | C     | Raul          |  |
| 33 | Brasile (bandiera)   | D     | Ramon         |  |
| 34 | Brasile (bandiera)   | D     | Werley        |  |
| 35 | Brasile (bandiera)   | D     | Miranda       |  |
| 36 | Brasile (bandiera)   | D     | Ricardo Graça |  |
| 38 | Brasile (bandiera)   | A     | Marrony       |  |
| 41 | Brasile (bandiera)   | C     | Bruno Gomes   |  |
| 43 | Brasile (bandiera)   | A     | Talles Magno  |  |
| 55 | Brasile (bandiera)   | P     | Alexander     |  |
| 99 | Argentina (bandiera) | A     | Pablo Vegetti |  |

### Rosa 2019
Aggiornata al 15 novembre 2019
| N. |                    | Ruolo | Calciatore      |
| -- | ------------------ | ----- | --------------- |
| 1  | Brasile (bandiera) | P     | Fernando Miguel |
| 4  | Brasile (bandiera) | D     | Breno           |
| 6  | Brasile (bandiera) | C     | Fellipe Bastos  |
| 7  | Brasile (bandiera) | A     | Rossi           |
| 8  | Brasile (bandiera) | C     | Marquinho       |
| 9  | Brasile (bandiera) | A     | Ribamar         |
| 10 | Brasile (bandiera) | C     | Bruno César     |
| 12 | Brasile (bandiera) | P     | Sidão           |
| 14 | Brasile (bandiera) | D     | Danilo          |
| 15 | Brasile (bandiera) | C     | Andrey          |
| 17 | Brasile (bandiera) | C     | Valdívia        |
| 18 | Brasile (bandiera) | C     | Felipe Ferreira |
| 19 | Brasile (bandiera) | C     | Marcos Júnior   |
| 22 | Brasile (bandiera) | D     | Yago Pikachu    |

| N. |                    | Ruolo | Calciatore    |  |
| -- | ------------------ | ----- | ------------- |  |
| 25 | Brasile (bandiera) | C     | Richard       |  |
| 27 | Brasile (bandiera) | A     | Tiago Reis    |  |
| 31 | Brasile (bandiera) | C     | Raul          |  |
| 32 | Brasile (bandiera) | C     | Gabriel Pec   |  |
| 33 | Brasile (bandiera) | D     | Ramon         |  |
| 34 | Brasile (bandiera) | D     | Werley        |  |
| 35 | Brasile (bandiera) | D     | Miranda       |  |
| 36 | Brasile (bandiera) | D     | Ricardo Graça |  |
| 38 | Brasile (bandiera) | A     | Marrony       |  |
| 41 | Brasile (bandiera) | C     | Bruno Gomes   |  |
| 43 | Brasile (bandiera) | A     | Talles Magno  |  |
| 55 | Brasile (bandiera) | P     | Alexander     |  |
|    | Brasile (bandiera) | C     | Bruno Nazário |  |

### Rosa 2018
| N. |                    | Ruolo | Calciatore       |
| -- | ------------------ | ----- | ---------------- |
|    | Brasile (bandiera) | P     | Gabriel Félix    |
|    | Brasile (bandiera) | P     | João Pedro       |
|    | Uruguay (bandiera) | P     | Martín Silva     |
|    | Brasile (bandiera) | D     | Alan             |
|    | Brasile (bandiera) | D     | Breno            |
|    | Ecuador (bandiera) | D     | Frickson Erazo   |
|    | Brasile (bandiera) | D     | Fabrício         |
|    | Brasile (bandiera) | D     | Rafael Galhardo  |
|    | Brasile (bandiera) | D     | Ricardo Graça    |
|    | Brasile (bandiera) | D     | Luiz Gustavo     |
|    | Brasile (bandiera) | D     | Henrique         |
|    | Brasile (bandiera) | D     | Ramon Motta      |
|    | Brasile (bandiera) | D     | Paulão           |
|    | Brasile (bandiera) | D     | Yago Pikachu     |
|    | Brasile (bandiera) | D     | Werley           |
|    | Brasile (bandiera) | C     | Andrey           |
|    | Brasile (bandiera) | C     | Giovanni Augusto |
|    | Brasile (bandiera) | C     | Bruno Cosendey   |

| N. |                      | Ruolo | Calciatore            |  |
| -- | -------------------- | ----- | --------------------- |  |
|    | Argentina (bandiera) | C     | Leandro Luis Desábato |  |
|    | Brasile (bandiera)   | C     | Evander               |  |
|    | Brasile (bandiera)   | C     | Thiago Galhardo       |  |
|    | Brasile (bandiera)   | C     | Marcelo Mattos        |  |
|    | Brasile (bandiera)   | C     | Bruno Paulista        |  |
|    | Brasile (bandiera)   | C     | Bruno Silva           |  |
|    | Brasile (bandiera)   | C     | Wagner                |  |
|    | Brasile (bandiera)   | C     | Wellington            |  |
|    | Brasile (bandiera)   | A     | Kelvin                |  |
|    | Brasile (bandiera)   | A     | Caio Monteiro         |  |
|    | Brasile (bandiera)   | A     | Paulinho              |  |
|    | Brasile (bandiera)   | A     | Paulo Vitor           |  |
|    | Colombia (bandiera)  | A     | Duvier Riascos        |  |
|    | Brasile (bandiera)   | A     | Rildo                 |  |
|    | Brasile (bandiera)   | C     | Bruno César           |  |
|    | Argentina (bandiera) | A     | Andrés Ríos           |  |
|    | Argentina (bandiera) | A     | Maxi López            |  |

### Rosa 2014
| N. |                      | Ruolo | Calciatore                |
| -- | -------------------- | ----- | ------------------------- |
| 1  | Uruguay (bandiera)   | P     | Martín Silva              |
| 2  | Brasile (bandiera)   | D     | André Rocha               |
| 3  | Brasile (bandiera)   | D     | Rodrigo Baldasso da Costa |
| 4  | Brasile (bandiera)   | D     | Rafael Vaz                |
| 5  | Argentina (bandiera) | C     | Pablo Guiñazú             |
| 6  | Brasile (bandiera)   | C     | Fellipe Bastos            |
| 7  | Brasile (bandiera)   | A     | Edmilson dos Santos Silva |
| 10 | Brasile (bandiera)   | C     | Pedro Ken                 |
| 14 | Paraguay (bandiera)  | C     | Eduardo Aranda            |
| 16 | Brasile (bandiera)   | D     | Marlon                    |
| 17 | Brasile (bandiera)   | A     | Éverton                   |
| 18 | Brasile (bandiera)   | D     | Danilo                    |
| 19 | Brasile (bandiera)   | A     | William Barbio            |
| 20 | Brasile (bandiera)   | C     | Dakson                    |
| 21 | Brasile (bandiera)   | D     | Luan                      |
| 22 | Brasile (bandiera)   | C     | Abuda                     |
| 25 | Brasile (bandiera)   | P     | Diogo Silva               |
| 26 | Brasile (bandiera)   | D     | Diego Renan               |
| 28 | Brasile (bandiera)   | D     | Jomar                     |

| N. |                      | Ruolo | Calciatore              |  |
| -- | -------------------- | ----- | ----------------------- |  |
| 29 | Brasile (bandiera)   | C     | Jhon Cley               |  |
| 31 | Brasile (bandiera)   | A     | Bernardo                |  |
| 37 | Brasile (bandiera)   | D     | Henrique Silva Milagres |  |
| 39 | Brasile (bandiera)   | A     | Thalles                 |  |
| 40 | Brasile (bandiera)   | P     | Jordi                   |  |
|    | Brasile (bandiera)   | D     | Douglas da Silva        |  |
|    | Brasile (bandiera)   | D     | Nei                     |  |
|    | Brasile (bandiera)   | D     | Renato Silva            |  |
|    | Brasile (bandiera)   | C     | Sandro Silva            |  |
|    | Brasile (bandiera)   | C     | Wendel                  |  |
|    | Brasile (bandiera)   | D     | Cris                    |  |
|    | Brasile (bandiera)   | A     | Dagoberto               |  |
|    | Brasile (bandiera)   | A     | Nenê                    |  |
|    | Brasile (bandiera)   | C     | Jéferson                |  |
|    | Brasile (bandiera)   | C     | Fabrício Baiano         |  |
|    | Brasile (bandiera)   | P     | Michel Alves            |  |
|    | Brasile (bandiera)   | A     | Rodolfo Dantas Bispo    |  |
|    | Brasile (bandiera)   | D     | Gilberto                |  |
|    | Cile (bandiera)      | C     | Felipe Seymour          |  |
|    | Argentina (bandiera) | C     | Damián Escudero         |  |

## Giocatori

### Vincitori di titoli
Campioni del mondo
- Bellini (Svezia 1958)
- Orlando (Svezia 1958)
- Vavá (Svezia 1958)
- Ricardo Rocha (Stati Uniti 1994)

Calciatori campioni olimpici di calcio
- Luan Garcia Teixeira (Rio de Janeiro 2016)

## Record e statistiche

### Capocannonieri
1. Roberto Dinamite - 698 gol (dal 1971 al 1993) in 1110 partite
2. Romário - 316 gol (dal 1985 al 1988, dal 2000 al 2001 e dal 2005) in 400 partite.
3. Ademir - 301 gol (dal 1942 al 1945 and 1948 al 1956) in 429 partite.
4. Pinga - 250 gol (dal 1953 al 1962) in 466 partite.
5. Ipojucan - 225 gol (dal 1944 al 1954) in 413 partite.

### Gol in una stagione
1. Romário - 70 gol nel 2000
2. Roberto Dinamite - 61 gol nel 1981.

### Piazzamenti in campionato
| Anno | Posizione | Anno | Posizione | Anno | Posizione | Anno | Posizione | Anno | Posizione |
| ---- | --------- | ---- | --------- | ---- | --------- | ---- | --------- | ---- | --------- |
| 1971 | 10°       | 1981 | 5°        | 1991 | 11°       | 2001 | 11°       | 2011 | 2°        |
| 1972 | 5°        | 1982 | 9°        | 1992 | 3°        | 2002 | 15°       | 2012 | 5°        |
| 1973 | 13°       | 1983 | 5°        | 1993 | 11°       | 2003 | 17°       | 2013 | 18°       |
| 1974 | 1º        | 1984 | 2°        | 1994 | 13°       | 2004 | 16°       | 2014 | 3°        |
| 1975 | 19°       | 1985 | 9°        | 1995 | 20°       | 2005 | 12°       |      |           |
| 1976 | 7°        | 1986 | 9°        | 1996 | 18°       | 2006 | 6°        |      |           |
| 1977 | 5°        | 1987 | 11°       | 1997 | 1º        | 2007 | 10º       |      |           |
| 1978 | 3°        | 1988 | 5°        | 1998 | 10°       | 2008 | 18°       |      |           |
| 1979 | 2°        | 1989 | 1º        | 1999 | 5°        | 2009 | 1°        |      |           |
| 1980 | 5°        | 1990 | 14°       | 2000 | 1º        | 2010 | 11°       |      |           |

## Calcio femminile
Il Vasco da Gama ha anche una sezione di calcio femminile. Questo team è riuscito a vincere per sei volte consecutive il Campionato carioca; inoltre si è laureato campione di Brasile per tre volte.

### Palmarès

#### Statale
- Campionato carioca: 6

1995, 1996, 1997, 1998, 1999 e 2000
- Torneo Início: 2

2000, 2001

#### Nazionale
- Campionato brasiliano: 4

1994, 1995, 1998 e 2000

## Pallacanestro
La sezione di pallacanestro del Vasco da Gama ha vinto due volte il Campionato brasiliano e due volte la Liga Sudamericana, massimo torneo continentale. Inoltre dalle sue file è uscito Nenê, attuale giocatore della NBA con la maglia dei Washington Wizards.
Il Vasco è stato tra l'altro la prima squadra brasiliana a giocare contro una selezione di NBA. Nel 1999, il club scese sul parquet per giocare la finale del McDonald's Championship contro i San Antonio Spurs.
| Casa | Trasferta |  |

### Palmarès

#### Nazionale
- Campionato brasiliano: 2

2000, 2001

#### Internazionale
- Liga Sudamericana: 2

1999, 2000
- Campionato Sudamericano: 2

1998, 1999

## Altri sport
Il Vasco ha una formazione di calcio a 5 nella massima serie brasiliana, la Liga Futsal. Il nome della squadra è Teresópolis/Club de Regatas Vasco da Gama.
La squadra di canottaggio del Vasco è una delle migliori in Brasile. Anche nel nuoto la società eccelle: i suoi atleti rappresentano costantemente il Brasile nelle competizioni internazionali. Sono presenti squadre del Vasco da Gama anche in altri sport.

### Esplicative
1. 1 2  Competizione non riconosciuta come ufficiale dalla CONMEBOL, cfr. Sito Internet CONMEBOL

### Bibliografiche
1. ↑  (PT) São Januário obtém liberação e aumenta capacidade para Vasco e Corinthians, su esporte.uol.com.br. URL consultato il 29 novembre 2015 (archiviato dall'url originale il 17 novembre 2015).
2. ↑  (PT) Cadastro Nacional de Estádios de Futebol da CBF (PDF), su cdn.cbf.com.br, CBF.com.br. URL consultato il 16 marzo 2016 (archiviato dall'url originale il 29 giugno 2017).
3. ↑  (PT) Camisa, su crvascodagama.com. URL consultato l'8 giugno 2010 (archiviato dall'url originale il 10 marzo 2010).
4. ↑  Ceduto in prestito al Londrina il 21 luglio 2023